# Grigorowitsch DG-52
Die Grigorowitsch DG-52 (auch Grigorowitsch IP-1, russisch Григорович ИП-1 beziehungsweise ДГ-52) ist ein einsitziges, einmotoriges Tiefdecker-Jagdflugzeug sowjetischer Herkunft.

## Entwicklung
Die DG-52 beruht auf der Grigorowitsch I-Z, ist jedoch aerodynamisch stark verbessert. Auch die selbsttragende Zelle aus Aluminium wurde versteift. Die Tragflügelstruktur bestand aus zwei Holmen, die aus hochfestem Stahl gefertigt waren, die Beplankung bestand aus Aluminium. Der Flügelumriss war elliptisch. Die Landeklappen waren ebenso hydraulisch betätigt wie das Heckradfahrwerk. Bis auf die mit Stoff bespannten Ruder war das gesamte Flugzeug aus Metall gefertigt.
Eine Besonderheit war die feste Anbringung der von Kurtschewski entwickelten rückstoßfreien 76-mm-APK-4-Kanone bei etwa 55 % der Spannweite an einer Außenlaststation. Für die Kanone waren je fünf Schuss vorgesehen. Der Erstflug wurde 1934 mit einem 640 PS leistenden Wright R-1820-Motor, der mit einer NACA-Haube verkleidet war, und einem Hamilton-Standard-Propeller durchgeführt. Neben der APK-4 wurden zwei SchKAS mitgeführt, die durch den Propellerkreis schossen. Die Flugversuche verliefen erfolgreich und es wurden 200 Maschinen dieses Musters bestellt. Als Antrieb war die 635 PS leistende Lizenzversion des Wright R-1820, der M-25, vorgesehen.
Zu diesem Zeitpunkt wurde die Entwicklung der AKP-4 eingestellt. Um trotzdem eine adäquate Bewaffnung zu erhalten, wurden herkömmliche 20-mm-SchWAK in die Flügelwurzel eingebaut und sechs SchKAS an die Stelle der AKP-4 montiert. Durch die veränderte Bewaffnung verschob sich der Schwerpunkt jedoch derart, das die Flugeigenschaften schwer beherrschbar wurden. Das Abfangen aus dem Trudeln war mit voller Bewaffnung fast unmöglich. Zunächst überlegte man einen speziellen Bremsschirm zu verwenden, um aus dem Trudeln auszuleiten. Man entschied sich dann jedoch als eine stark vergrößerte Rückenflosse zu montierten.
Wegen der Schwierigkeiten wurden zwischen 1936 und 1937 nur 90 Maschinen gefertigt und die Produktion zugunsten der Polikarpow I-16 eingestellt.

## Grigorowitsch DG-54
Auf der Grundlage der DG-52 wurde die Grigorowitsch DG-54 (auch Grigorowitsch IP-2) geplant. Dieser Typ kam jedoch nicht über das Entwurfsstadium hinaus und das Projekt wurde 1936 aufgegeben. Die DG-54 war wie die DG-52 als einsitziges, einmotoriges Tiefdecker-Jagdflugzeug ausgelegt, jedoch sollte die Bewaffnung mit bis zu zwölf SchKAS oder zwei SchKAS und vier SchWAK wesentlich stärker ausfallen. Als Motorisierung war ein Hispano-Suiza 12X mit 760 PS vorgesehen. Das Startgewicht hätte 1952 kg betragen sollen, die errechnete Höchstgeschwindigkeit lag bei 520 km/h.

## Technische Daten

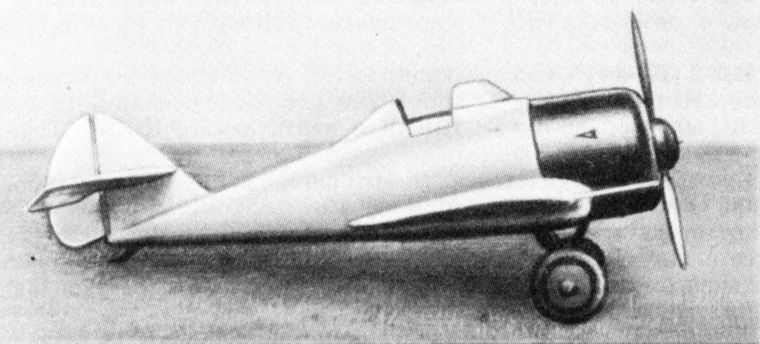
Seitenansicht

| Kenngröße                   | Daten                                       |
| --------------------------- | ------------------------------------------- |
| Besatzung                   | 1                                           |
| Spannweite                  | 10,97 m                                     |
| Länge                       | 7,23 m                                      |
| Flügelfläche                | 19,98 m²                                    |
| Flügelstreckung             | 6,0                                         |
| Leermasse                   | 1200 kg                                     |
| Startmasse                  | 1880 kg                                     |
| Antrieb                     | ein 9-Zylinder-Sternmotor M-25              |
| Leistung                    | 467 kW (635 PS)                             |
| Höchstgeschwindigkeit       | 410 km/h in 3000 m Höhe                     |
| Start-/Landegeschwindigkeit | 97 km/h                                     |
| Steigzeit                   | 1:18 min auf 1000 m Höhe                    |
| Dienstgipfelhöhe            | 8300 m                                      |
| Reichweite                  | 1000 km                                     |
| Bewaffnung                  | zwei 20-mmMK SchWAK sechs 7,62-mm-MG SchKAS |